# Robert Bennett Bean
Robert Bennett Bean (Gala, Botetourt, 22 de março de 1874 - 1944) foi um professor, anatomista, etnólogo e antropólogo físico racista estadunidense.

## Biografia
Robert Bennet Bean nasceu em 22 de março de 1874 em Gala, no Botetourt, descendendo através de sua mãe do colono e fazendeiro William Randolph. Estudou medicina e anatomia, obtendo bacharelado naquela e doutorado nesta em 1904. Serviu como professor de anatomia em diversas universidades, incluindo a Universidade de Michigan (1905-1907), a Escola Filipina de Medicina em Manila (1908), a Universidade Tulane da Louisiana (1910-1916) e foi professor associado na Universidade da Virgína até aposentar-se. Em 1908, nasceu sua filha Mary Archer Bean Eppes, com sua esposa Adalaide Leiper Martin Bean. Tornou-se conselheiro da Associação Antropológica Americana em 1919 e foi também presidente regional da Associação Americana para o Avanço da Ciência em 1926. Morreu em 1944, e está enterrado no cemitério da Universidade de Virgínia.
É especialmente lembrado por seu livro etnológico e antropológico físico racista The Races of Man, de 1932.